# 艾佩丽·梅杰特·克济
艾佩丽·梅杰特·克济（1999年3月30日—），吉尔吉斯斯坦女子摔跤运动员，2018年亚洲运动会女子自由式76公斤级铜牌得主、2022年亚洲运动会女子自由式76公斤级金牌得主。